# Teplý Vrch
Teplý Vrch – wieś (obec) na Słowacji położona w kraju bańskobystrzyckim, w powiecie Rymawska Sobota. Pierwsze wzmianki o miejscowości pochodzą z roku 1301. 
Według danych z dnia 31 grudnia 2012, wieś zamieszkiwały 292 osoby, w tym 142 kobiety i 150 mężczyzn.
W 2001 roku rozkład populacji względem narodowości i przynależności etnicznej wyglądał następująco:
- Słowacy – 91,67%
- Czesi – 0,31%
- Romowie – 3,09%
- Węgrzy – 4,63%

Ze względu na wyznawaną religię struktura mieszkańców kształtowała się w 2001 roku następująco:
- Katolicy rzymscy – 40,74%
- Grekokatolicy – 1,54%
- Ewangelicy – 33,95%
- Ateiści – 19,44%
- Nie podano – 1,54%